# PGM1
PGM1 (фосфоглюкомутаза 1) — один из видов фосфоглюкомутаз, белок, кодируемый геном PGM1, расположенным на длинном плече 1-й хромосомы человека.
Генетический полиморфизм PGM1 обнаружен в 1964 году при электрофоретическом разделении гемолизатов в крахмальном геле. Позже с применением метода электрофокусирования было произведено разделение на субтипы основных вариантов PGM1*1 и PGM1*2. Исследование полиморфизма PGM1 представляет интерес с экогенетической точки зрения, так как была обнаружена направленная географическая изменчивость частот фосфоглюкомутазы 1 в зависимости от климатических характеристик.
Фосфоглюкомутазы PGM1, PGM2, PGM3 в значительных концентрациях содержатся в тканях плаценты. Они играют важную роль в углеводном обмене её тканей.